# نجم حديدي

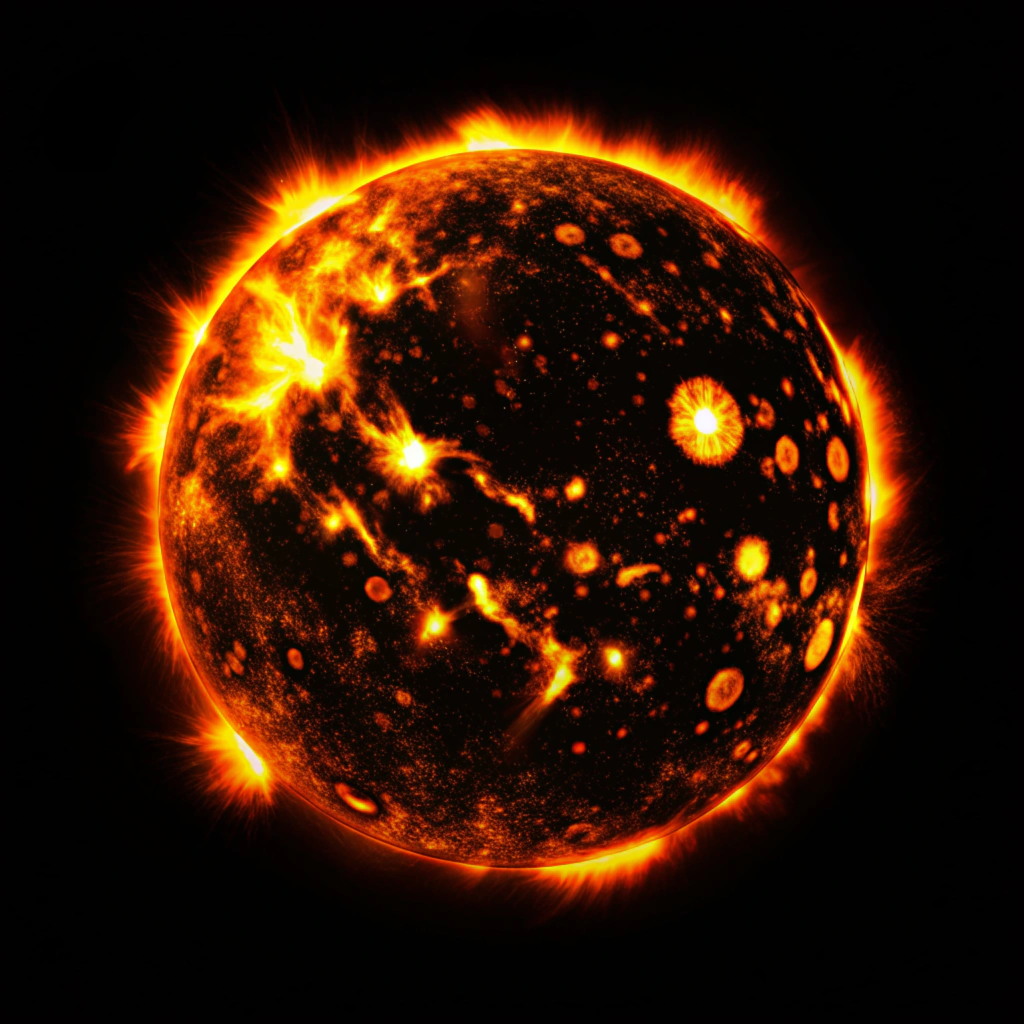
انطباع فنان عن النجم الحديدي

في علم الفلك تطلق تسمية نجم حديدي على نوع نظري وافتراضي من النجوم قد يتواجد في المستقبل البعيد جداً إلى حد التطرف الشديد للغاية بعد 101500 عام. وجود هذا النوع من النجوم قائم على أساس حصول نوع من الاندماج البارد الذي يحصل عن طريق أنفاق ميكانيكا الكم، يؤدي أن ذرات الضوء في المادة العادية ستندمج مشكلةً نواة حديد-56. ثم الانبعاثات ستؤدي إلى اضمحلال ألفا وبالتالي ستضمحل العناصر الأثقل مكونةً أنوية الحديد، وفي النهاية ستتحول المادة في النجم إلى كرات حديدية باردة. تشكل هذه النجوم لا يمكن أن يحصل إذا اضمحلت البروتونات.
يعتقد أن سطح النجم النيوتروني مشكل من الحديد، لكن هذا لا يدخله في النجم سالف الذكر لأن النجم النيوتروني يختلف تماماً عن النجم الحديدي.